# Maximilian Löwenstein
Maximilian Löwenstein (* 24. August 1980 in Brilon, Nordrhein-Westfalen) ist ein deutscher Dramaturg, Film- und Theaterschauspieler.

## Leben
Maximilian Löwenstein legte 1999 das Abitur ab; von 1997 bis 1998 war er Austauschschüler an einer Highschool in Geneseo (New York, Vereinigte Staaten). Nachdem er von 1999 bis 2000 seinen Wehrdienst bei der Bundeswehr auf Sardinien absolviert hatte, begann er Geschichtswissenschaft und Romanistik an der Ludwig-Maximilians-Universität München zu studieren.
Löwenstein brach das Studium jedoch im Jahr 2002 ab und ging nach Salzburg, wo er bis 2006 Schauspiel am Mozarteum studierte. Seit diesem Zeitpunkt arbeitete er überwiegend als Theaterschauspieler unter anderem in München, Erlangen, Linz und Köln. Mit dem griechischen Regisseur Theodoros Terzopoulos erarbeitete er 2010 im Rahmen der Promethiade im Rahmen der RUHR.2010 die Rolle des Kratos in Der gefesselte Prometheus (Aischylos). Die Produktion wurde in Elefsina, Istanbul, Essen, Taipeh, Kaoshiung und Peking präsentiert.
Seine erste Filmrolle bekam er 2007 in der Filmkomödie Kein Bund für's Leben an der Seite von Axel Stein. 2014 stand er in Das Ende der Geduld vor der Kamera. In der Literaturverfilmung Das Tagebuch der Anne Frank, die Anfang 2015 gedreht wurde und am 16. Februar 2016 Premiere im Rahmen der 66. Berlinale hatte, spielte Löwenstein Jan Gies, der zusammen mit seiner Frau Miep Gies den im Hinterhaus untergetauchten Juden um Anne Frank half.
Ab 2012 war er durchgängig Lektor und Übersetzer für den Stückemarkt des Berliner Theatertreffens. 2012–2013 erfolgte eine Ausbildung zum systemischen Coach. Seit 2012 arbeitete er als freier Dramaturg u. a. in Zusammenarbeit mit Philip Stemann, Boris von Poser. Parallel begleitete er kontinuierlich dramaturgisch Theaterprojekte mit Langzeitarbeitslosen in Berlin. Seit der Spielzeit 2016/17 ist Maximilian Löwenstein Schauspiel-Dramaturg am Staatstheater Darmstadt und hat unter anderem mit Bettina Bruinier, Gustav Rueb, Christian Weise, Alexander Nerlich und Katrin Plötner zusammengearbeitet. 

## Filmografie (Auswahl)
- 2007: Kein Bund für’s Leben
- 2014: Das Ende der Geduld
- 2015: Meier Müller Schmidt
- 2016: Das Tagebuch der Anne Frank
- 2017: Heldt – Der Sechser im Lotto